# Tommy Ford
Tommy Ford (Bend, 20 marzo 1989) è uno sciatore alpino statunitense.

## Biografia

### Stagioni 2005-2010
Ford ha fatto il suo esordio in gare FIS il 18 dicembre 2004 disputando uno slalom speciale a Mammoth Mountain (53º) e in Nor-Am Cup nello slalom gigante di Sunday River del 2 gennaio 2007 (36º). Il 16 marzo 2008 si è aggiudicato, in slalom gigante a Whiteface Mountain, il primo successo, nonché primo podio, nel circuito continentale nordamericano. In Coppa Europa ha esordito il 14 gennaio 2009 a Oberjoch, senza completare lo slalom gigante in programma; sempre nel 2009 ai Mondiali juniores disputati a Garmisch-Partenkirchen, in Germania, ha conquistato la medaglia d'argento nello slalom speciale.
In Coppa del Mondo ha fatto il proprio esordio il 25 ottobre 2009 nello slalom gigante di Sölden, senza riuscire a qualificarsi per la seconda manche, e ha colto i primi punti il 20 dicembre successivo nello slalom gigante della Gran Risa in Alta Badia (24º). Nella stessa stagione ha partecipato ai XXI Giochi olimpici invernali di Vancouver 2010, sua prima presenza olimpica, arrivando 26° nello slalom gigante.

### Stagioni 2011-2025
Ha colto la prima vittoria, nonché primo podio, in Coppa Europa il 28 gennaio 2011 a Méribel, in slalom gigante; ai successivi Mondiali di Garmisch-Partenkirchen 2011, sua prima presenza iridata, è stato 14º nel supergigante e non ha completato la seconda manche dello slalom gigante mentre quattro anni dopo, ai Mondiali di Vail/Beaver Creek 2015, è stato 19º nello slalom gigante.
Ai Mondiali di Sankt Moritz 2017 non ha completato lo slalom gigante; l'anno dopo ai XXIII Giochi olimpici invernali di Pyeongchang 2018 si è classificato 20° nello slalom gigante, mentre ai Mondiali di Åre 2019 è stato 12º nello slalom gigante. Nella stagione successiva ha conquistato la prima vittoria, nonché primo podio, in Coppa del Mondo, aggiudicandosi l'8 dicembre 2019 lo slalom gigante disputato sulla Birds of Prey di Beaver Creek; nella stagione seguente, durante lo slalom gigante di Adelboden valido per la Coppa del Mondo 2021, ha subito un grave infortunio. Ai XXIV Giochi olimpici invernali di Pechino 2022 si è classificato 12º nello slalom gigante e 4º nella gara a squadre; ai successivi Mondiali di Courchevel/Méribel 2023 ha vinto la medaglia d'oro nella gara a squadre e non ha completato lo slalom gigante.

## Palmarès

### Mondiali
- 1 medaglia:
  - 1 oro (gara a squadre a Courchevel/Méribel 2023)

### Mondiali juniores
- 1 medaglia:
  - 1 argento (slalom speciale a Garmisch-Partenkirchen 2009)

### Coppa del Mondo
- Miglior piazzamento in classifica generale: 22º nel 2020
- 3 podi (in slalom gigante):
  - 1 vittoria
  - 1 secondo posto
  - 1 terzo posto

#### Coppa del Mondo - vittorie
| Data            | Località     | Paese       | Specialità |
| --------------- | ------------ | ----------- | ---------- |
| 8 dicembre 2019 | Beaver Creek | Stati Uniti | GS         |

Legenda:

GS = slalom gigante

### Coppa Europa
- Miglior piazzamento in classifica generale: 33º nel 2011
- 2 podi:
  - 2 vittorie

#### Coppa Europa - vittorie
| Data            | Località    | Paese   | Specialità |
| --------------- | ----------- | ------- | ---------- |
| 28 gennaio 2011 | Méribel     | Francia | GS         |
| 23 gennaio 2012 | Zell am See | Austria | GS         |

Legenda:

GS = slalom gigante

### Nor-Am Cup
- Miglior piazzamento in classifica generale: 4º nel 2015
- 19 podi:
  - 8 vittorie
  - 3 secondi posti
  - 8 terzi posti

#### Nor-Am Cup - vittorie
| Data             | Località          | Paese       | Specialità |
| ---------------- | ----------------- | ----------- | ---------- |
| 16 marzo 2008    | Whiteface         | Stati Uniti | GS         |
| 16 marzo 2010    | Waterville Valley | Stati Uniti | GS         |
| 30 novembre 2010 | Aspen             | Stati Uniti | GS         |
| 20 marzo 2011    | Whistler          | Canada      | SC         |
| 29 novembre 2011 | Aspen             | Stati Uniti | GS         |
| 30 novembre 2015 | Copper Mountain   | Stati Uniti | GS         |
| 1º dicembre 2015 | Copper Mountain   | Stati Uniti | GS         |
| 17 marzo 2016    | Aspen             | Stati Uniti | GS         |

Legenda:

GS = slalom gigante

SC = supercombinata

### Campionati statunitensi
- 16 medaglie[2][3]:
  - 11 ori (slalom gigante, slalom speciale, combinata nel 2010; supergigante, slalom gigante, combinata nel 2011; supergigante, slalom speciale, combinata nel 2012; slalom gigante nel 2018; slalom gigante nel 2023)
  - 4 argenti (slalom gigante nel 2008; slalom gigante nel 2009; slalom speciale nel 2011; slalom gigante nel 2015)
  - 1 bronzo (slalom gigante nel 2019)

### Campionati statunitensi juniores
- 4 ori (supergigante, slalom gigante, slalom speciale, combinata[senza fonte] nel 2006)[2]